# DeSoto Fireflite
 La Fireflite è un'autovettura prodotta dalla DeSoto dal 1955 al 1960.

## Storia
Il modello è stato introdotto nel 1955 come vettura ammiraglia della gamma DeSoto. La Fireflite era quindi più larga e ampia delle precedenti vetture DeSoto ed era equipaggiata con un motore V8 da 4,9 L di cilindrata che erogava 255 CV di potenza. Il cambio era automatico a due rapporti. L'autoradio era offerta tra le opzioni a 110 dollari.
La Fireflite diventò famosa per le sue due lunghe pinne posteriori bicolori. All'interno erano presenti due sedili a divanetto che potevano ospitare complessivamente fino a sei passeggeri. Il modello poteva accelerare da 0 a 97 km/h in 11 secondi ed era in grado di raggiungere una velocità massima di 175 km/h. Il motore era montato anteriormente, mentre la trazione era posteriore.
La Fireflite fece salire le vendite del marchio DeSoto. Nel 1955 vennero infatti commercializzati 114.765 esemplari di vetture DeSoto, e ciò fece del 1955 il miglior anno - in fatto di vendite - per il marchio dal 1946. Nel 1957 la DeSoto, con 110.418 esemplari venduti, si piazzò all'undicesimo posto nella classifica delle case automobilistiche in fatto di volumi produttivi.

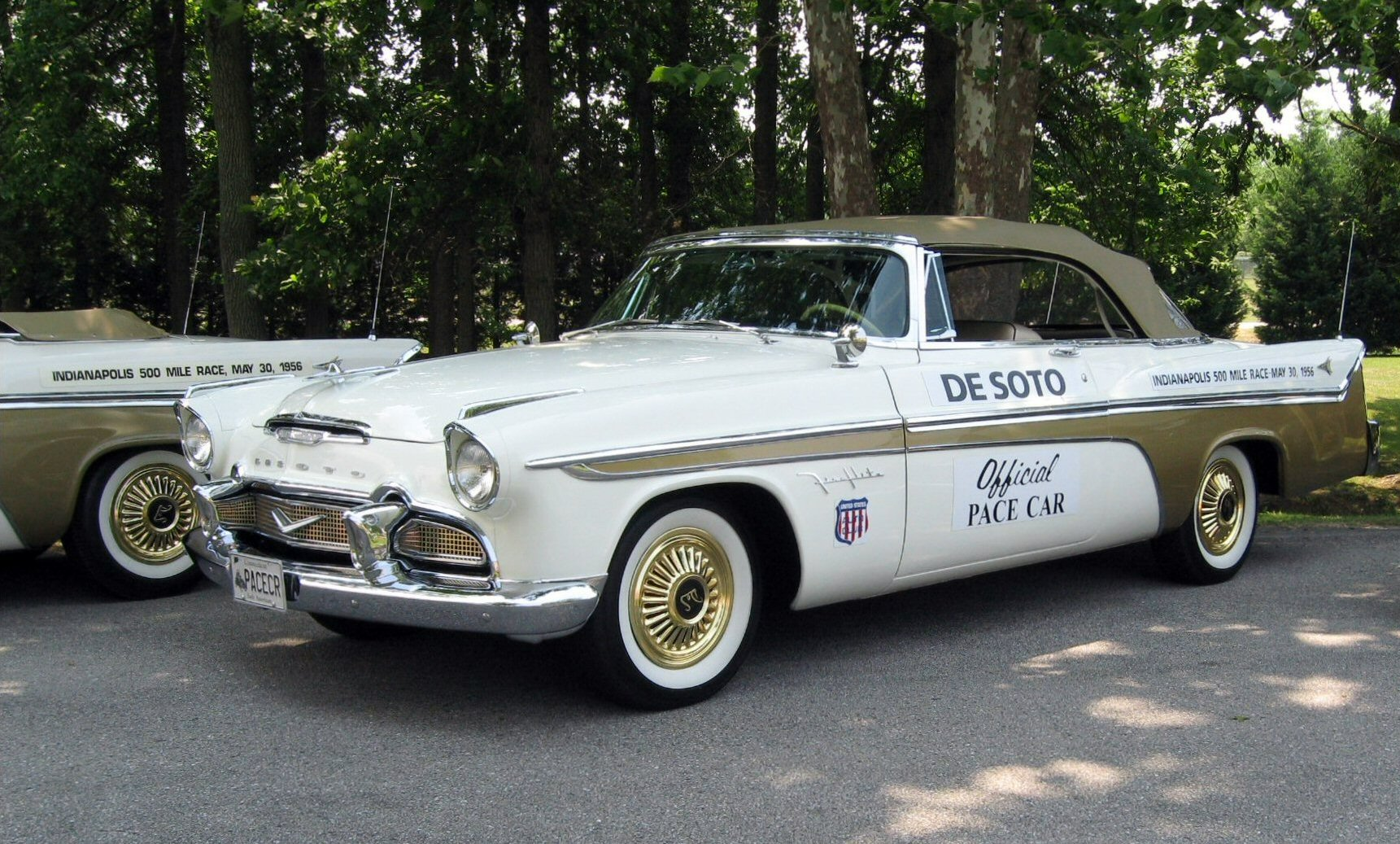
DeSoto Fireflite del 1956 utilizzata come Pace Car alle 500 Miglia di Indianapolis

Una Fireflite cabriolet fu la pace car della 500 Miglia di Indianapolis del 1956. Sempre nel 1956 fu modificato il motore: grazie all'aumento della corsa, il rapporto di compressione crebbe infatti fino a 8,5:1. Questa iniziativa fece incrementare notevolmente le vendite. Nel 1956 i sedili regolabili elettricamente costavano 70 dollari, mentre il servofreno era disponibile tra le opzioni a 40 dollari. Una Fireflite cabriolet compare anche nel film di Federico Fellini Le notti di Cabiria, guidata da Amedeo Nazzari.

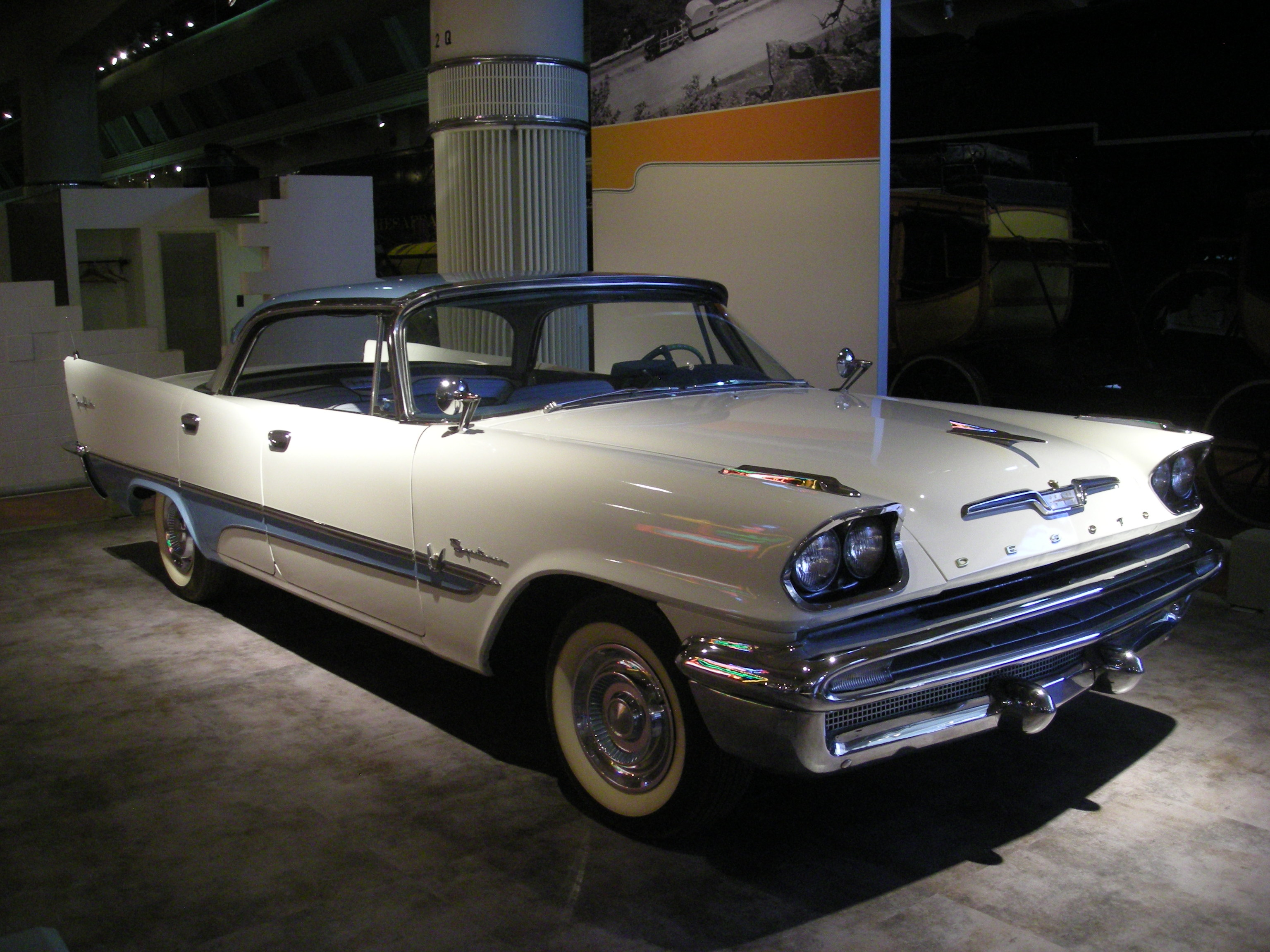
DeSoto Fireflite del 1957

Nel 1957 la Fireflite venne riprogettata sotto la supervisione di Virgil Exner. La linea ora si presentava molto differente grazie alla presenza di pinne posteriori più grandi, di un doppio scarico di forma ovale e di tripli fari posteriori. Le pinne posteriori non avevano solo una funzione estetica, ma servivano anche a stabilizzare la vettura alle alte velocità. Nel 1957 fu offerto opzionalmente, sulla Fireflite e sulla Firedome, un sistema di quattro fanali anteriori. Nell'occasione, vennero anche introdotti due motori V8 da 5,3 L e 5,6 L. Le loro versioni a carburatore doppio corpo erogavano, rispettivamente, 240 CV e 270 CV, mentre quelle a carburatore a quadruplo sviluppavano 260 CV e 295 CV.
Nel 1957 la Fireflite venne superata nel ruolo di ammiraglia della gamma DeSoto dalla Adventurer. Nonostante questo declassamento, la Fireflite continuò a offrire un equipaggiamento interno relativamente lussuoso. Sempre nel 1957, venne aggiunta alla gamma la versione familiare. Nel 1959 il modello venne rivisto. L'orologio elettrico diventò parte dell'equipaggiamento standard, mentre fu aggiunta alle opzioni la luce per il freno di stazionamento.
Nel periodo in cui fu in produzione, la Fireflite venne offerta in versione coupé due porte, berlina quattro porte, cabriolet due porte e familiare quattro porte.

## Esemplari prodotti
| DeSoto Fireflite dati relativi alla produzione |        |           |         |           |        |
| Model year                                     | Coupé  | Cabriolet | Berlina | Familiare | Totale |
| 1955                                           | 10.313 | 775       | 26.637  | -         | 37.725 |
| 1956                                           | 8.475  | 1485      | 3.350   | -         | 13.310 |
| 1957                                           | 7.217  | 1.151     | 18.291  | 1.771     | 28.430 |
| 1958                                           | 3.284  | 474       | 7.435   | 927       | 12.120 |
| 1959                                           | 1.393  | 186       | 6.844   | 704       | 9.127  |
| 1960                                           | 3.494  | -         | 10.990  | -         | 14.484 |